# Золотая медаль Конгресса
Золотая медаль Конгресса (англ. Congressional Gold Medal) — высшая гражданская награда США, присуждаемая от имени Конгресса США. Основанием для награждения Золотой медалью Конгресса являются выдающиеся достижения, имеющие особое значение для истории и культуры Соединённых Штатов Америки.
Медаль была учреждена в 1776 году, первым награждённым Золотой медалью был Джордж Вашингтон. До 1860 года медаль вручалась в качестве военной награды, ею награждались солдаты и офицеры, продемонстрировавшие героизм на поле боя и выдающиеся командующие. После учреждения Медали Почёта, Золотая медаль Конгресса перестала использоваться в качестве военной награды, хотя и не окончательно — награждения за военные достижения и героизм производились и позже, в частности после окончания Второй мировой войны.
В США существует награда, имеющая статуc, аналогичный статусу Золотой медали Конгресса, и также рассматриваемая как высшая гражданская награда, — Президентская медаль Свободы.

## Описание

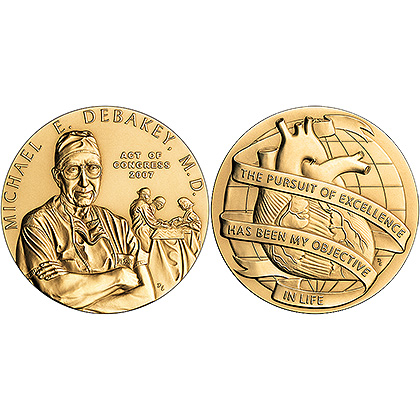
Золотая медаль Конгресса, вручённая в 2007 г. кардиохирургу Майклу Дебейки.

В настоящее время Золотая медаль Конгресса представляет собой медаль диаметром 3 дюйма (76,2 мм), содержащую около 465 г золота. Медаль не имеет постоянного рисунка, для каждого награждения чеканится особая медаль с оригинальным рисунком. Как правило, на аверсе располагается портрет награждаемого, на реверсе медали — памятный текст, символическое изображение и т. п. Медаль не предназначена для ношения на униформе или иной одежде, не имеет приспособлений для крепления (булавки, винта), орденской колодки. Каких-либо знаков или планок, носимых на одежде и предназначенных для обозначения награждения, также не предусмотрено. Стоимость изготовления одной медали составляла в 2011 году около 30000 долларов США.
Для покрытия затрат на изготовление медали обычно выпускаются копии, которые поступают в продажу в качестве памятных медалей ценой от 5,5 до 42 долларов. Копии чеканятся из латуни (90 % меди, 10 % цинка), выпускаются полноразмерные (3 дюйма) и уменьшенные (1 1/2 дюйма — 38,1 мм и 1 5/16 дюйма — 33,3 мм) копии.
Поскольку Золотая медаль Конгресса не предназначена для ношения и не имеет знаков-«заместителей» для обозначения награждения, медаль не включается в системы старшинства наград, определяющие размещение наград при совместном ношении. Золотая медаль Конгресса рассматривается как «высшая национальная гражданская награда, присуждаемая от имени Конгресса США» (то есть от имени высшего органа законодательной власти). В США существует другая награда с аналогичным статусом — Президентская медаль Свободы, которая является «высшей гражданской наградой Правительства США» и вручается от имени президента США (то есть от имени главы исполнительной власти).
Золотую медаль Конгресса США (англ. Congressional Gold Medal) не следует путать с Золотой медалью Конгресса США для юношества (англ. Gold Congressional Award Medal), одной из наград, присуждаемых в рамках программы «Юношеская награда Конгресса США».

## Критерии и порядок награждения
Несмотря на то, что Золотая медаль Конгресса относится к числу высших наград Соединённых Штатов, статут медали не оформлен в виде закона и награждение производится в соответствии с внутренними правилами Конгресса, устанавливаемыми специализированными комитетами.
Процедура принятия решения о награждении Золотой медалью Конгресса многоступенчатая. Вначале вопрос о награждении рассматривается Палатой представителей. Согласно правилам Комитета по финансовым услугам билль (законопроект) о награждении должен быть поддержан не менее чем 2/3 членов Палаты представителей (то есть не менее чем 290 конгрессменами). Если законопроект получил необходимое большинство голосов в нижней палате Конгресса, вопрос о награждении поступает на рассмотрение Подкомитета по внутренней монетарной политике и технологиям, входящего в состав Комитета по финансовым услугам.
Согласно правилам Комитета по финансовым услугам, введённым в действие в 2011 году, члены подкомитета при рассмотрении билля о награждении должны руководствоваться следующими требованиями:
- Лицо, награждаемое Золотой медалью Конгресса должно продемонстрировать достижение, имеющее особое значение для истории и культуры США. Под «достижением» понимается как ряд выдающихся достижений, достигнутых в течение жизни награждаемого, так и единичное достижение, признанное профессиональным сообществом соответствующей сферы деятельности (науки, искусства и т. п.) наивысшим достижением в данной области. Достижение, отмечаемое Золотой медалью Конгресса, должно иметь непреходящее значение и с высокой вероятностью оставаться одним из важнейших достижений в соответствующей сфере в течение долгого времени.
- Награждаемое лицо не должно быть награждено Золотой медалью Конгресса прежде за то же самое или подобное достижение.
- Медалью награждаются только физические лица (на практике медаль вручается не только как персональная награда, но и в качестве коллективной награды, награждаются группы лиц).
- Посмертное награждение Золотой медалью допускается, но лишь в случае, если с момента смерти награждаемого прошло не менее 5 лет, но не более 25 лет.[6].

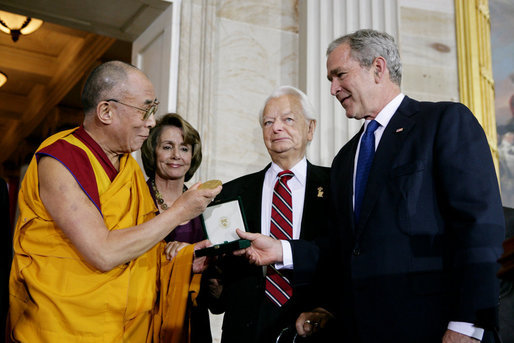
Церемония награждения Далай-ламы XIV. 2007 г.

Принятое нижней палатой Конгресса решение о награждении поступает на рассмотрение в Сенат. Законопроект о награждении должен быть поддержан не менее, чем 67 сенаторами; если законопроект набрал необходимое большинство, он поступает на рассмотрение в сенатскую Комиссию по банковским услугам, жилищному обеспечению и проблемам городов. Билль о награждении, одобренный обеими платами Конгресса, поступает на утверждение к президенту. Указ о награждении имеет статус общественного закона (англ. Public Law).
После окончательного утверждения решения о награждении сотрудники Монетного двора США изучают фотографии награждаемого и обсуждают дизайн будущей медали с конгрессменами-инициаторами награждения и с членами семьи награждаемого. После этого Монетный двор изготавливает несколько предварительных медалей-эскизов, которые направляются на рассмотрение в Комиссию по изобразительному искусству, а затем — министру финансов. Министр финансов при необходимости вновь консультируется с родственниками награждаемого и принимает окончательное решение относительно рисунка медали. Медаль с утверждённым министром финансов рисунком изготавливается на Филадельфийском монетном дворе. Церемония награждения проходит в Белом доме, в большинстве случаев вручает медаль президент США лично.
В случае, если предполагается изготовление копий награды, это особо оговаривается в указе о награждении, для этого используется стандартная формулировка вида «могут чеканиться латунные медали-копии, которые продаются по цене позволяющей покрыть издержки на изготовление медалей-копии (включая затраты на оплату труда и на материалы, издержки на оборудование и прочие затраты) и золотой медали».

## История награды
Аверс. Обращённый вправо профиль Джорджа Вашингтона. Надпись: лат. GEORGIO WASHINGTON SVPREMO DVCI EXERCITVVM ADSERTORI LIBERTATIS COMITIA AMERICANA. («Американский Конгресс – Джорджу Вашингтону, главнокомандующему армией, защитнику свободы»)
Реверс. Слева – Джордж Вашингтон верхом на коне, в окружении офицеров штаба, указывает рукой на британский флот, покидающий Бостон. Американская армия, выстроенная в боевом порядке перед укреплениями, готовится войти в город. Надписи: лат. HOSTIBUS PRIMO FUGATIS. («Враг впервые бежит»). лат. BOSTONIUM RECUPERATUM XVII MARTII MDCCLXXVI. («Бостон снова занят 17 марта 1776 года»)

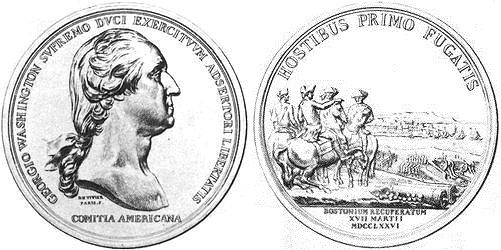
Золотая медаль Конгресса, вручённая Джорджу Вашингтону.

Первое постановление о награждении Золотой медалью Континентальный конгресс принял ещё до объявления Декларации независимости: 25 марта 1776 года за «мудрое и энергичное командование в ходе осады и взятия Бостона» награды был удостоен главнокомандующий Континентальной армии Джордж Вашингтон. Помимо Джорджа Вашингтона, Золотой медалью Конгресса за военные заслуги в ходе Войны за независимость были награждены 6 человек: генерал-майор Горацио Гейтс, генерал-майор Энтони Уэйн, майор Генри Ли, бригадный генерал Дэниэль Морган, бригадный генерал Натаниэль Грин и капитан Джон Пол Джонс.
Ранние медали Конгресса изготавливались во Франции и между принятием резолюции Конгресса о награждении и вручением медали проходило много времени. Так, Джордж Вашингтон, награждённый в 1776 году, получил свою Золотую медаль лишь спустя 14 лет, в 1790 году, при этом офицеры, награждённые позже Вашингтона, уже получили свои награды. Первой Золотой медалью Конгресса, отчеканенной в США, была награда вручённая майору Генри Ли, медали остальных пяти офицеров, награждённых во время Войны за независимость, были изготовлены во Франции.
В XIX веке Золотая медаль Конгресса продолжала использоваться в качестве высшей военной награды: в 1800 году, во время Необъявленной войны с Францией, был награждён командир брига «Констелейшэн» капитан Томас Тракстон, в 1805 году Золотой медали был удостоен участник Первой берберийской войны коммодор Эдвард Пребл. В ходе Англо-американской войны (1812—1815 гг.) Золотой медалью Конгресса было награждено 27 человек. Во время Американо-мексиканской войны (1846—1848 гг.) награду получили 12 человек, при этом генерал-майор Закари Тейлор был награждён трижды, а 10 офицеров и матросов английских, испанских и французских военных кораблей были награждены за участие в спасении экипажа американского брига «Сомерс», перевернувшегося во время погони за мексиканским судном, которое пыталось прорвать морскую блокаду в районе порта Веракрус.
Награждение участников спасения команды «Сомерса» в 1847 году стало первым награждением за героизм, не связанный с командованием войсками на поле боя или непосредственным участием в бою. Практика награждений за действия гуманитарного характера продолжилась, и в 1858 году Золотой медалью Конгресса был награждён британский врач Фредерик Роуз, отмеченный за самоотверженные действия во время лечения экипажа американского фрегата «Саскуэханна», поражённого жёлтой лихорадкой.
В начале 1860-х годов Конгресс утверждает первую американскую постоянную военную награду — Медаль Почёта и Золотая медаль Конгресса теряет своё значение в качестве военной награды: во время Гражданской войны в США Медалью Почёта было награждено более 1500 человек, в то время как Золотой медали Конгресса за военные заслуги был удостоен лишь один — генерал-майор Улисс С. Грант (1863 г.). После этого в течение долгого времени Золотая медаль Конгресса за военные заслуги не вручалась. Лишь спустя 35 лет, в 1900 году, был награждён командир катера «Хадсон» первый лейтенант Фрэнк Ньюкомб, отличившийся во время Испано-американской войны. Под огнём противника он вывел из под обстрела повреждённый в бою торпедный катер «Уинслоу» и спас и корабль, и команду «Уинслоу». После Второй мировой войны Золотую медаль Конгресса получили три ведущих американских военачальника: адмирал флота Эрнест Кинг, генерал армии Джордж Маршалл и генерал Джордж Паттон. Награждения военнослужащих Золотой медалью неоднократно производились и после Второй мировой войны: так, в 2010 году, коллективной награды «за преданную службу Соединённым штатам в годы Второй мировой войны» были удостоены военнослужащие японского происхождения, проходившие службу в 100-м пехотном батальоне, 442-м пехотном полку и Службе военной разведки
Однако в основном Золотая медаль Конгресса используется в качестве гражданской награды. Ею были отмечены достижения деятелей культуры, путешественников, пионеров авиации и космонавтики, выдающихся исследователей и инженеров, медалью награждались активисты правозащитных движений, религиозные деятели. Неоднократно Золотой медаль вручалась отличившимся при спасении погибавших.
Золотой медалью Конгресса награждались не только граждане США. Первыми награждёнными иностранцами стали упомянутые выше моряки, принимавшие участие в спасении экипажа брига «Сомерсет» (1847 г.) и британский подданный, врач Фредерик Роуз (1858 г.). Впоследствии Золотая медаль неоднократно вручалась иностранцам. В разное время награды удостоились путешественники норвежец Руаль Амундсен и итальянец Умберто Нобиле, британский политический деятель Уинстон Черчилль, королева Нидерландов Беатрикс, южноафриканский борец за права чернокожего населения Нельсон Мандела и многие другие. Среди награждённых были и бывшие граждане СССР: в 1986 году за «преданность делу защиты прав человека» были награждены советский диссидент Натан (Анатолий) Щаранский и его супруга, Авиталь Щаранская.
Как было сказано выше, в настоящее время Золотая медаль Конгресса имеет достаточно большой размер и высокое содержание драгоценного металла: 76,2 мм, около 465 г золота. Однако в истории награды существовал период, когда из-за неблагоприятной экономической конъюнктуры её размер и содержание драгметалла были существенно уменьшены. В конце 1970-х годов стоимость золота была высока и во время президентства Джимми Картера медаль изготавливалась диаметром 1 1/2 дюйма (38,1 мм) и с содержанием золота около 46-62 г. В начале 1980-х годов, после избрания Рональда Рейгана, медаль вновь стала чеканиться в своих прежних размерах.

### Предложения о внесении изменений в статус награды

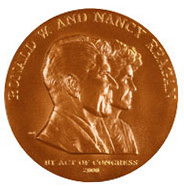
Золотая медаль Рональда и Нэнси Рейган (2000 г.)

В 2005 г. конгрессмен Майкл Касл выступил с инициативой внести требования к порядку награждения Золотой медалью Конгресса в Кодекс законов США, для чего дополнить Главу 31, раздел 5111 Кодекса новым подразделом (e). Конгрессмен предложил установить следующие требования:
- Количество награждений Золотой медалью ограничено — не более 2-х в течение 1-го календарного года.
- Золотая медаль может вручаться только как персональная награда, но не коллективная, то есть не может вручаться группам лиц и организациям.
- Посмертное награждение допустимо лишь в случае, если с момента смерти награждаемого прошло не менее 5 лет, но не более 25 лет[15].

В ходе дебатов Майкл Касл подчёркнул, что ограничение количества награждений и запрет на коллективное награждение должны повысить престиж и значимость награды. Оппонент Касла, конгрессмен Майкл Оксли заявил, что подобные попытки повысить престиж награды лишены смысла. По словам Оксли, ограничение количества наград и запрет на коллективные награждении вкупе с существующим требованием наличия квалифированного большинства в 2/3 голосов при принятии биллей о награждении будут лучшим средством вообще избежать вручения Золотой медали Конгресса в будущем. Джозеф Кроули хотя и отметил, что частые коллективные награждения могут действительно обесценить значение Золотой медали как особой награды, сказал, что существуй предлагаемые требования раньше, многие выдающиеся заслуги не могли бы быть отмечены медалью: «Конгресс не смог бы наградить ни „девятку из Литл-Рока“, ни мистера и миссис Рейган, ни супругов Кинг».
Несмотря на прозвучавшие возражения, законопроект Майкла Касла был принят Палатой представителей и направлен в Сенат, где после двух слушаний был передан на рассмотрение в Комиссию по банковским услугам, жилищному обеспечению и проблемам городов. Дальнейших действий по законопроекту не производилось, он не был направлен на подпись президенту и по состоянию на 2011 г. награждение Золотой медалью Конгресса производится в соответствии с правилами Комитета по финансовым услугам.